# Список умерших в 539 году

## Март
- 15 марта — Император Сэнка, 28-й император Японии (537—539)

## Неизвестная дата
- Вахо (лат. Wacho) — король лангобардов (около 511—539) из династии Летингов.
- Lomer, он же Laumer, Laudomarus, Launomar, Launomaro — святой, день памяти которого приходится на 19 января. Основал аббатство в Корбионе близ Шартра в современной Франции[1][2][3]
- Репарат (лат. Reparatus) — римский аристократ и политик времён правления остготов. Он занимал должности городского префекта (527) и преторианского префекта Италии.
- Чэнь Цинчжи (англ. Chen Qingzhi) — китайский полководец династии Лян.

## Год смерти ориентировочно
- Святой Иоанн Реомский (фр. Jean de Réôme, лат. Iohannis Reomaensis; умер около 539) — раннехристианский аббат на территории нынешнего Мутье-Сен-Жан в департаменте Кот-д’Ор Франции. День памяти — 28 января.